# Jacques Chailley
Jacques Chailley (* 24. März 1910 in Paris; † 21. Januar 1999 in Montpellier) war ein französischer Musikwissenschaftler, Musikpädagoge und Komponist.

## Leben und Wirken
Jacques Chailley – Sohn der Pianistin Céliny Chailley-Richez und des Violinisten Marcel Chailley – studierte Harmonielehre bei Nadia Boulanger, Kontrapunkt bei Claude Delvincourt, Musikgeschichte bei Maurice Emmanuel, Musikwissenschaft bei André Pirro, Orgel bei Yvonne Rokseth und Komposition bei Henri Busser. In Amsterdam studierte Chailley bei dem Musikwissenschaftler Albert Smijers und dem Dirigenten des Concertgebouw-Orchesters Willem Mengelberg. Chailley wurde 1952 Professor der Musikgeschichte. Von 1952 bis 1979 war er Direktor des Instituts für Musikwissenschaften an der Sorbonne und von 1962 bis 1982 Direktor der Schola Cantorum. Außerdem wirkte er als Generalinspekteur für Musik beim Kultusministerium.
Sein Werkverzeichnis umfasst etwa einhundertdreißig Titel, darunter eine Oper, ein Ballett, Schauspielmusiken, Lieder und Chorstücke, Suiten, Sonaten, Orgelstücke und kammermusikalische Werke. Der Großteil seines musikalischen Nachlasses befindet sich im Archiv von Tobias Bröker. Jacques Chailley veröffentlichte zudem hunderte musikwissenschaftliche Schriften, in denen er sich auch der Erforschung der Musik als Tonsprache und der Wiederbelebung der Musik des Mittelalters widmete.

## Auszeichnungen und Ehrungen
- 1964: Assoziiertes Mitglied der Académie royale des Sciences, des Lettres et des Beaux-Arts de Belgique (Classe des Beaux-Arts)[3]
- 1969: Mozartmedaille durch die Mozartgemeinde Wien[4]

## Schriften

### Französische Ausgaben
- Théorie de la Musique.
- Petite histoire de la chanson populaire francais.
- Histoire musicale du Moyan Age. Presses Universitaires de France, Paris 1950
- Les passions de J.S. Bach.
- Cours d’histoire de la musique. Leduc, 1973

### Deutsche Ausgaben
- Die Musik und ihre Zeichen. Bd. 14 der Reihe Illustrierte Geschichte der Musik. Editions Rencontre, Lausanne u. Ex Libris, Zürich 1967
- Geschichte des Balletts. Bd. 15 der Reihe Illustrierte Geschichte der Musik. Editions Rencontre, Lausanne u. Ex Libris, Zürich 1967
- Harmonie und Kontrapunkt. Bd. 16 der Reihe Illustrierte Geschichte der Musik. Editions Rencontre, Lausanne u. Ex Libris, Zürich 1967

## Werke (Auswahl)

### Klavier
- Le Chant de l’Alauda (1932)[2]
- Malaguena (1943)
- Suite Le Jardin nuptial (1947)
- Sonata breve (1965)
- Ballade romantique (1989)
- Bearbeitung für Klavier 4-händig der Zwischenspiele aus der Orchesterfassung des Ballets Ma mère l’oye von Maurice Ravel
- zahlreiche Stücke für Kinder (zwei- und vierhändig)

### Orgel
- Quatre pieces d’orgue pour la liturgie de la messe (1962)
- Triptyque (1984–87)
- L’Annonciation (1984–87)
- Paraphrases liturgiques (1984–87)

### Kammermusik
- Minuetto scherzando, für Violine und Klavier (1932)[2]
- Double cantabile, für Violine, Viola und Klavier (oder Orgel) (1935)[2]
- Albenga, für Violine und Klavier (1935)[2]
- Aria, für Viola und Klavier (1936)[2]
- Deux sonneries en fanfare dans le style du XIIIe siecle, für Blechblasinstrumente (1936)[2]
- Streichquartett (1939)
- Sonate für Viola und Klavier (1939–41)
- Suite Enfantine für Bläserquintett (1976)
- Sur le nom d’Helene für Viola und Klavier (1978)
- Mini-Suite für Blockflötenquartett (1984)
- Sonate für Violine solo (1987)
- Suite a l’ancienne, für Flöte und Cembalo (1996)[2]

### Orchester
- Suite sur des airs Scouts, für kleines Orchester (1929)[2]
- Symphonie g-Moll (1942–47)
- Danses et Conduits – Suite du XIIIe siecle, für Orchester (1947)[2]
- Or est grand deuil pour la mort de Roland für Bläser und Schlagwerk (1959)
- Cantabile für Streicher (1971)
- Mors est Rolanz für Bläser (1975)
- Solmisation für Streicher (1977)
- 2. Symphonie (1980–83)

### Gesang und Klavier
- Liederzyklen:
  - Le pèlerin d’Assise (1932–42)
  - A ma femme (1949–54)
  - Poèmes sur la mort (1982)
  - 7 Chansons légères (1983)
  - Le Chien à la mandoline (1987)
- zahlreiche Einzellieder, darunter:
  - Le Menuisier du Roi (1945, M. Fombeure)
  - Plainte de Rachel
- Cantique du soleil (mit 4 Ondes Martenot, auch für Orchester; 1934) (das Werk wurde 1994 von dem französischen Musiker Tristan Foison als sein eigenes ausgegeben und erhielt unter seinem Namen die US-Premiere)[5]

### Chor a cappella
- L’Arbre de paradis (1933, L. Chancerel)
- La Tentation de saint Antoine (1936; Instr. ad libitum)
- Chant de la fidélité (1946)
- Kyrie des gueux (1946)
- Missa Solemnis (1947)
- Aux Morts pour la patrie (1953, V. Hugo)
- Messe brève de angelis (1955)
- Messe Orbis factor (1959)
- Demeure le secret (1962, M. Pol-Fouchet; Doppelchor)
- Fables de mon jardin (1961, G. Duhamel)
- zahlreiche Motetten, teilw. mit Orgel
- zahlreiche Volksliedbearbeitungen

### Gesang und Instrumente
- Exercices de style (1965, R. Queneau)
- 7 Fantaisies für gleiche Stimmen und Klavier
- Les Grandes Heures de Reims (1938; Sprecher, Gesang und Orchester)
- Jeanne devant Reims (1941; Chor und Orchester)
- Le Cimetière marin (1980; Chor und Orchester)

### Oratorium
- Casa Dei (1991, Y. Hucher)
- Eloge de la Sagesse (1992)

### Oper
- Pan et la Syrinx (1946)
- Le Jeu de Robin et Marion (1950)
- Thyl de Flandre (1949–54)

### Ballett
- La Dame la licorne (1953)

### Bühnenmusik
- Les Perses (1936)
- Antigone (1939),
- Agamemnon (1947)
- La Belle au bois (1951)